# Étienne Vigée
Pour les articles homonymes, voir Vigée.
Louis Jean-Baptiste Étienne Vigée, né le 2 décembre 1758 à Paris où il est mort le 8 août 1820, est un auteur dramatique et homme de lettres français.
Il est le frère de l'artiste-peintre Élisabeth Vigée Le Brun (1755-1842).

## Biographie
D’une famille d’artistes, Étienne Vigée est le fils de Louis Vigée et de Jeanne Maissin. Il brille dans les salons par les agréments de sa personne et la facilité de son esprit. Secrétaire de la comtesse de Provence, belle-sœur du roi, il succède à Sautreau de Marsy à la direction de l’Almanach des Muses en 1789.
Il accueille avec enthousiasme la Révolution qu'il chante dans ses vers. Cependant, lorsqu’il est arrêté comme partisan des Girondins, il rejoint dès lors les rangs du parti réactionnaire puis s'éloigne du monde politique.
Il compose des poésies à la louange des différents détenteurs du pouvoir, premier consul, empereur ou roi.
Imitateur assez habile de Dorat et de Gresset, Vigée remplace La Harpe à l’Athénée, mais sera loin d’avoir le même succès comme professeur. Comme auteur dramatique, il trouve quelques situations heureuses et d’agréables détails de style et d’intrigue.
Il meurt le 8 août 1820 à Paris et est enterré au cimetière du Père-Lachaise (11e division).

## Famille
Le 19 octobre 1785, Étienne Vigée épouse la sœur d'Auguste de Rivière, Suzanne (1764-1811), pianiste, cantatrice et comédienne amateur, dont une fille : Caroline Vigée (1791-1864), épouse Jean Nicolas Louis, baron de Rivière (1778-1861), et descendance, notamment Alfred de Rivière (1818-1893), sous-préfet de Saint-Malo et de Lannion.

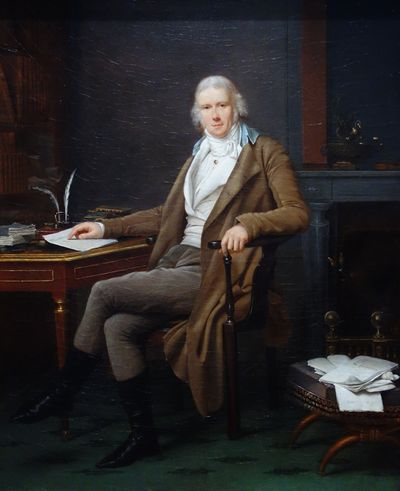
Adèle Romany, Portrait d'Étienne Vigée dans son étude, 1800
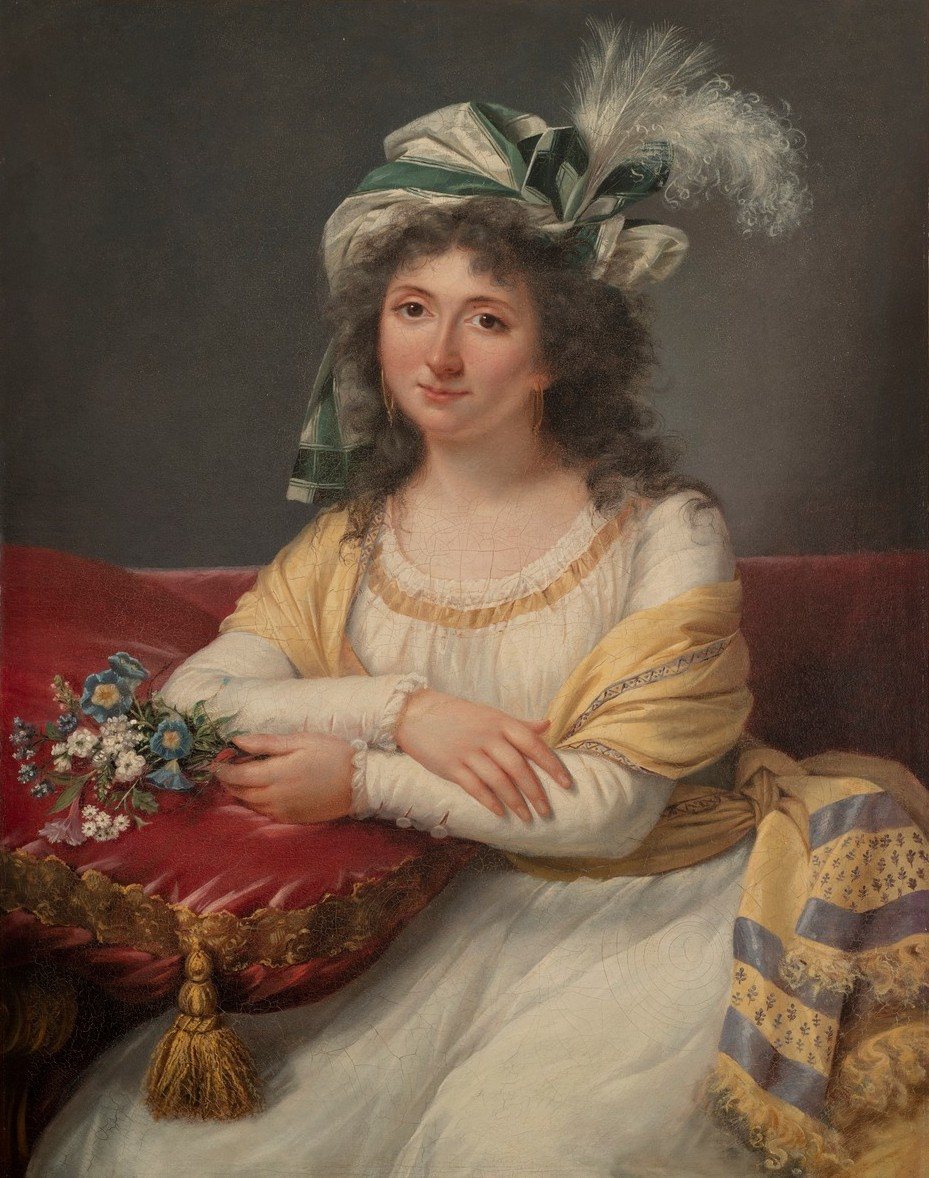
Adèle Romany, Portrait de Suzanne de Rivière, épouse d'Étienne Vigée, vers 1795-1800
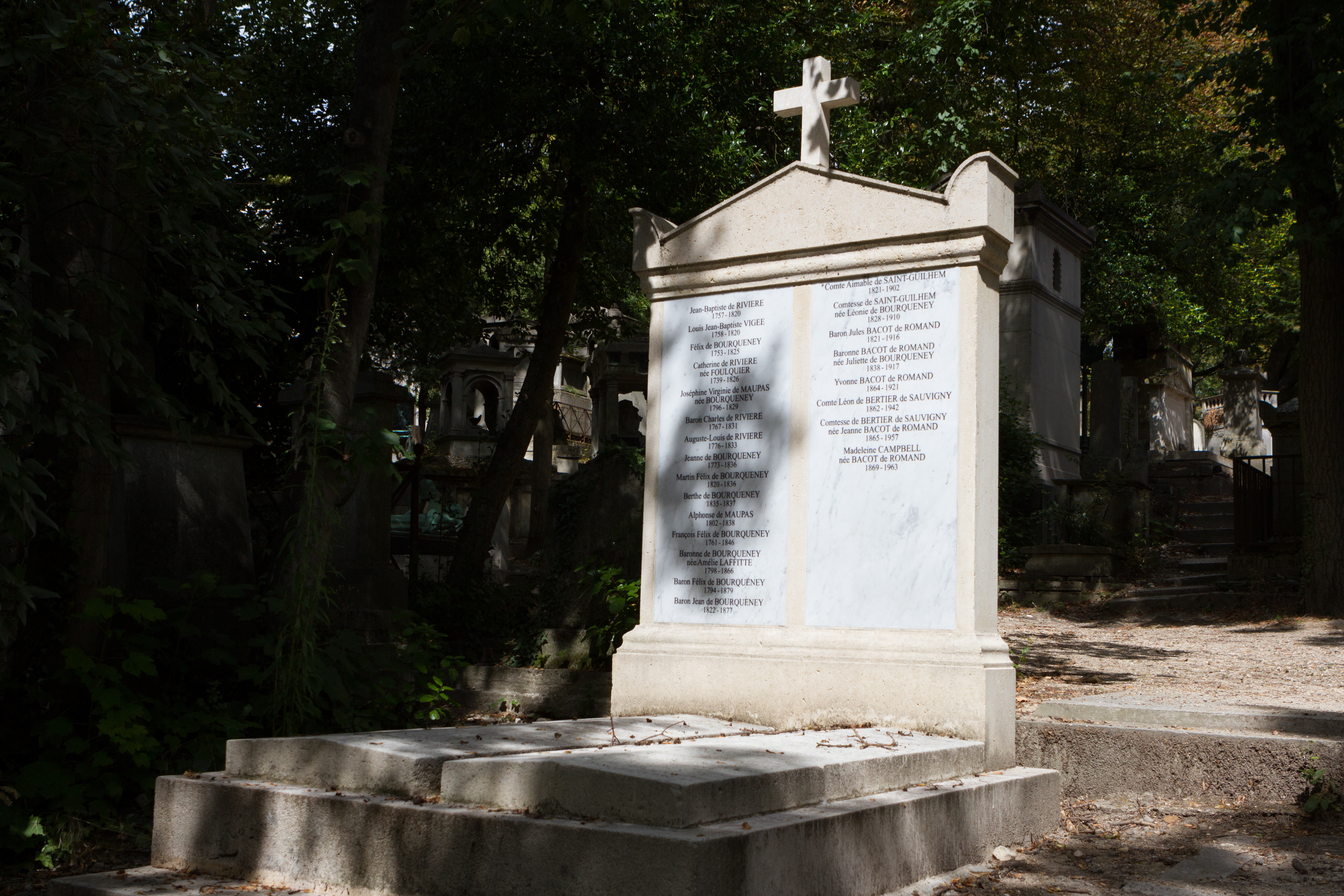
Tombe au cimetière du Père-Lachaise.

## Œuvres

### Théâtre
- Les Aveux difficiles, comédie en un acte et en vers, Paris, théâtre de l'Odéon, 24 février 1783
- La Fausse Coquette, comédie en 3 actes et en vers, Paris, théâtre de l'Odéon, 6 novembre 1784
- Les Amants timides, comédie en un acte et en vers, théâtre italien de Paris, 28 décembre 1784
- L'Entrevue, comédie en un acte et en vers, Paris, théâtre de l'Odéon, 6 décembre 1788
- La Belle-mère, ou les Dangers d'un second mariage, comédie en cinq actes et en vers, Paris, théâtre de l'Odéon, 24 juillet 1788
- Le Projet extravagant, opéra en 2 actes, musique de Étienne Fay, Paris, théâtre des amis de la patrie, 11 juillet 1792
- La Matinée d'une jolie femme, comédie en un acte en prose, Paris, théâtre de la Nation, 29 décembre 1792 Texte en ligne
- La Vivacité à l'épreuve, comédie en 3 actes et en vers, Paris, théâtre de la Nation, 5 juillet 1793
- La Princesse de Babylone, opéra en 3 actes et en vers, d'après Voltaire, musique de Rodolphe Kreutzer, ballets de Pierre Gardel, Paris, Académie impériale de musique, 30 mai 1815 Texte en ligne

### Varia
- Épître aux membres de l'Académie française décriés dans le dix-huitième siècle, 1776[1]
- Stances sur la mort de Colardeau, suivies de son Ombre aux Champs Élysées, 1776
- Les Mœurs et la littérature, satire, à M. D*****, 1778
- Ninon de Lenclos, comédie en un acte, en vers, suivie de Poésies fugitives, 1797
- Mes conventions, épître suivie de vers et de prose, 1800
- Manuel de littérature, contenant la définition de tous les différents genres de compositions, un traité de la versification française et des préceptes sur l'art de lire à haute voix ; à l'usage des deux sexes, 1809 ; 1828 Texte en ligne
- Épître à Jean-François Ducis sur les avantages de la médiocrité, 1810
- La Tendresse filiale, poème, 1812
- Poésies, 1813 Texte en ligne
- Procès et mort de Louis XVI, fragments d’un poème sur la Révolution française, 1814
- Le Pour et le contre, dialogue religieux, moral, politique et littéraire, 1818

### Iconographie
- Élisabeth Vigée Le Brun (1755-1842), Louis Jean-Baptiste Étienne Vigée, 1773, huile sur toile, musée d'art de Saint-Louis, États-Unis.